# Psalistops maculosus
Psalistops maculosus is een spinnensoort uit de familie Barychelidae. De soort komt voor in Hispaniola.